# 선구항
선구항(仙區港)은 경상남도 남해군 남면 선구리, 선구마을 인근에 있는 어항이다. 2002년 8월 6일 어촌정주어항으로 지정하여 관리하고 있다. 시설관리자는 남해군수이다.

## 어항 연혁
- 잣나무 숲이 우거진 아름다운 포구라 하여 한때는 백림(栢林)으로도 불렀으며, 전설에 의하면 신선이 놀던 곳이라 하여 선구(仙區)로 불린다.

## 어항 시설
- 방파제 L=85m, B=5m, 선착장 L=58m, B=4.5m, 호안 L=161m, B=6.0m

## 주요 어종
- 감성돔, 농어, 노래미, 도다리 등